# Astronomy and Astrophysics
Astronomy and Astrophysics (pe scurt A&A în literatura astronomică, sau Astron. Astrophys.; în românește Astronomie și astrofizică) este o revistă științifică europeană ce publică articole de astronomie și astrofizică teoretică, observațională și instrumentală. În perioada 1969–2000, a fost publicată de Springer-Verlag, în timp ce EDP Sciences a publicat A&A Supplement Series. În 2000, cele două reviste au fuzionat, revista fiind denumită Astronomy and Astrophysics, și fiind publicată de EDP Sciences. Drepturile de autor asupra revistei sunt deținute de Observatorul European Sudic.
A&A este una din principalele reviste de astronomie, alături de Astrophysical Journal, Astronomical Journal și de Monthly Notices of the Royal Astronomical Society. În timp ce primele două sunt adesea revistele preferate de cercetătorii din SUA, iar MNRAS este preferată de cei din Regatul Unit și din Commonwealth, A&A tinde să fie publicația preferată a astronomilor din Europa continentală, cei din țările membre fiind scutiți de taxe.
A&A s-a înființat în 1969 prin fuziunea a șase reviste astronomice europene
- Annales d'Astrophysique (Franța), înființată în 1938
- Arkiv for Astronomi (Suedia), înființată în 1948
- Bulletin of the Astronomical Institutes of the Netherlands, înființată în 1921
- Bulletin Astronomique (Franța), înființată în 1884
- Journal des Observateurs (Franța), înființată în 1915
- Zeitschrift für Astrophysik (Germania), înființată în 1930

iar în 1992 a incorporat și:
- Bulletin of the Astronomical Institutes of Czechoslovakia, înființată în 1947

## Țările membre
Primele țări membre au fost cele ale căror reviste au fuzionat formând A&A (Franța, Germania, Olanda și Suedia) împreună cu Belgia, Danemarca, Finlanda și Norvegia. Observatorul European de Sud a participat și el ca „stat membru”. Norvegia s-a retras ulterior, dar au aderat în schimb Austria, Grecia, Italia, Spania și Elveția. Cehia, Estonia, Ungaria, Polonia și Slovacia au aderat și ele în anii 1990. În 2001, cuvintele „revistă europeană” au fost înlăturate de pe copertă, ca recunoaștere a faptului că revista a căpătat anvergură mondială, iar în 2002 Argentina a fost admisă ca „observator”. În 2004, Consiliul Director a decis că „de azi înainte, A&A va lua în considerare cereri de sponsorizare din partea oricărei țări din lume care desfășoară cercetări astronomice active, excelente și bine documentate”. Argentina a devenit în 2005 prima țară neeuropeană membră cu drepturi depline. Brazilia, Chile și Portugalia aderat și ele după aceea.